# لاله عباسی (فیلم)
لاله عباسی (به تامیلی: Anthimanthaarai) و (به انگلیسی:  Mirabilis jalapa) فیلمی هندی محصول سال ۱۹۹۶ و به کارگردانی باراتیراجا است. در این فیلم بازیگرانی همچون ویجایاکومار، جایاسودا، سانگاوی و چاندراسکار ایفای نقش کرده‌اند.